# Air Alsie
Air Alsie er et dansk flyselskab med hovedsæde i Sønderborg.
Air Alsies hovedaktiviteter er flymanagement, business-charter og ambulanceflyvning samt flyvedligeholdelse. 
Hovedsædet ligger i Sønderborg Lufthavn, hvor alle aktiviteter er samlet i moderne hangar-, administrations- og værkstedsbygninger, der huser over 100 medarbejdere. 
Air Alsie er Skandinaviens største inden for business-jet-området. Flyene dækker lige fra kortdistance-fly som Citation Jet og CJII over mellemdistance-fly som Citation VII og Hawker 800 til langdistance-fly som Falcon 8X, Falcon 7X, Falcon 2000 og Falcon 900, hvoraf flere er med den allernyeste teknologi. Disse flyver til destinationer over hele verden.
Air Alsie A/S har Sandma Holdning A/S i Sønderborg som hovedaktionær, og i Schweiz har virksomheden etableret det internationale søsterselskab, Air Alsie SA. 
Netop i Schweiz stiger mange forretningsfolk om bord på de danske fly, og Air Alsie har tillige opgaver i Tyskland, England, Norge, og diverse destination er i Asien, hvilket passer godt ind i virksomhedens strategi om at være international.
I juni 2013 startede Air Alsie og Danfoss i fællesskab Alsie Express, der skal operere ruteflyvninger imellem Sønderborg og Københavns Lufthavn.